# 2020-as magyar tekebajnokság
A 2020-as magyar tekebajnokság a nyolcvankettedik magyar bajnokság volt. A bajnokságot november 7. és 8. között rendezték meg, a férfiakét Répcelakon, a nőkét Egerben.

## Eredmények
| Versenyszám            | Arany                        | Arany | Ezüst                          | Ezüst | Bronz                                                     | Bronz |
| ---------------------- | ---------------------------- | ----- | ------------------------------ | ----- | --------------------------------------------------------- | ----- |
| Férfi egyéni           | Zapletán Zsombor Szegedi TE  | 635   | Kiss Norbert Szegedi TE        | 634   | Pintér Károly Répcelaki SE                                | 607   |
| Férfi sprint           | Zapletán Zsombor Szegedi TE  |       | Horváth Zoltán Répcelaki SE    |       | Rácz Róbert Szegvári TSEKiss Norbert Szegedi TE           |       |
| Férfi összetett egyéni | Zapletán Zsombor Szegedi TE  | 850   | Kiss Norbert Szegedi TE        | 843   | Molnár Pál Répcelaki SE                                   | 821   |
| Női egyéni             | Domján Tímea Győri Lenszövő  | 602   | Simon Petra Rákoshegyi VSE     | 594   | Sass Edit Győri Lenszövő                                  | 593   |
| Női sprint             | Pásztor Enikő Rákoshegyi VSE |       | Lovász Krisztina Tatabányai SC |       | Sass Edit Győri LenszövőFuit-Sinka Cintia Ferencvárosi TC |       |
| Női összetett egyéni   | Sass Edit Győri Lenszövő     | 837   | Domján Tímea Győri Lenszövő    | 809   | Simon Petra Rákoshegyi VSE                                | 799   |